# Districte de Rawalpindi
El districte de Rawalpindi (urdú ضلع راولپنڈی) és una divisió administrativa del Pakistan al nord de la província del Panjab (Pakistan) amb capital a Rāwalpindi. El districte formà part de la divisió de Rawalpindi fins a la seva abolició el 2000. És travessat pels rius Indus i Jhelum. La superfície del districte és de 5.286 km² i segons el cens del 1998 la població era de 3.363.911 habitants (estimació de 2008: 4.410.000 habitants). El districte és considerat ciutat-districte, que vol dir que està format principalment per una ciutat gran i la seva àrea metropolitana. Habiten el districte les tribus dels gujjars, awans, dhund abbasis, paixtus, bhattis, mughals, qureshi, rawals, sattis i sayyids.

## Subdivisions

subdivisions del districte de Rawalpindi.

El districte està dividit en 8 tehsils (incloent els dos tehsils que formen la ciutat de Rawalpindi)
- Gujar Khan
- Kahuta
- Kallar Syedan
- Kotli Sattian
- Murree
- Pothohar (Southern Rawalpindi)
- Rawal (Nothern Rawalpindi)
- Tàxila

Kallar Syedan fou constituït l'1 de juliol de 2007 (abans pertanyia a Kahuta) 

## Història
La regió de Rawalpindi fou habitada des de fa milers d'anys. Una cultura local va florir a la zona vers el 1000 aC. Els primers habitants coneguts foren el takkes o takshakas, que van donar el seu nom a la ciutat de Tàxila (Takshasila) que són les modernes ruïnes de Shahdheri a l'extrem nord-oest del districte. En temps de la invasió d'Alexandre el Gran, Tàxila era una ciutat important; Plini diu que el districte de Tàxila s'anomenava Amanda. Al segle ii aC el rei Demetri I de Bactriana (vers 200-170 aC) va conquerir el Panjab; va deixar el govern de Bactriana al seu fill Eutidem II vers el 180 aC, mentre un altre fill Pantaleó va rebre Gandhara, Paropamísades i Aracòsia. La branca de Bactriana fou enderrocada vers 170 aC per Eucràtides I de Bactriana que va fundar la dinastia eucràtida. La branca de Gandhara, Paromisades i Aracòsia va acabar governant al Panjab probablement per herència vers el 165 aC; l'intent d'aquesta branca de recuperar Bactriana es va acabar amb la derrota i mort del rei Demetri I vers el 150 aC.
El poder grec al Panjab es va consolidar amb Menander o Menandre I a la meitat del segle ii aC quan els territoris s'estenien (segons Plutarc) fins als deltes dels rius Indus i Narmada. Després del govern de Menandre I vers 150-135 aC, la seva vídua Agatocleia o Agatoclea, va exercir la regència en nom del seu fill Estrató I mentre un altre fill o un germà de Menandre s'establia als Paropamísades, Gandhara i Aracòsia.
Aquesta darrera branca es va dividir després del 100 aC en les del Paropamísades i la de Gandhara i Aracòsia i les dues van acabar vers el 70 aC eliminades pels invasors yuezhi. La branca de l'Índia va governar al Panjab occidental amb Epànder (vers 95-90 aC) i Arkhebios (vers 90 aC - 85 aC) i llavors es va establir la dominació Maues, el rei escita expulsat de Sogdiana pels yuezhi, que va fundar un regne Indoescita al nord-oest del Panjab amb seu a Tàxila, mentre els grecs conservaven la resta i s'estenien al Panjab oriental. Vers el 57 aC el rei indoescita Azes I va fer conquestes al Panjab i vers el 10 dC el rei indoescita Rajuvula va eliminar els grecs. Als darrers anys del segle I aC els indoparts es van establir a Tàxila sota Gondofares però a la mort d'aquest aviat foren expulsats pels kushana una tribu del yuezhi, sota Kozula o Kujula Kadfises (meitat del segle I); el indoparts van subsistir uns anys a Sistan i Kandahar i els indoescites foren eliminats.
Vima Takto, el fill de Kujula Kadfises, i el net Vima Kadfises van dominar tot el nord-oest de l'Índia vers 80-100; a l'entorn del 100 va pujar al tron el seu fill Kanishka sota el qual el poder dels kushana va arribar al cim. Les monedes kushana porten imatges de deïtats zoroastrianes, gregues i hindús. A Kanishka el van succeir Hushka (Huvishka) i Jushka (Vasudeva); sota aquest darrer els dominis kushana a la vall de l'Indus i Afganistan es van perdre i finalment vers el 240 es va establir el poder sassànida amb els indosassànides o kushanshahs (virreis dels kusans).
Durant el segle IV els kushanshas desapareixen sota les invasions dels huns kidarites (coneguts pels xinesos com ki-to-lo, pels indis com hunes, i anomenats també Yuezhi Menors) que després foren coneguts com a huns vermells o rojos o del sud, i al segle V pels huns heftalites (huns blancs o occidentals) o indoheftalites.
El rei heftalita Toramana governava a l'inici del segle vi i el va succeir el seu fill Mihirakula; van tenir capital a Sagala i van dominar l'Índia del nord; Mihirakula va portar una política de persecució del budisme cosa que segurament va contribuir a la seva caiguda i el 542 havia estat expulsat del nord de l'Índia i segons el Rajataringini, i s'havia refugiat a Caixmir i al Panjab amb capital a Sialkot fins que finalment fou enderrocat a Karor el 544. Derrotats els heftalites a l'oest a la meitat del segle VI (vers 565) per una aliança entre el kanat Turc i els sassànides, fou restablerta alguna autoritat de prínceps indosassànides (kushanoheftalites o turcshàhides), autoritat que va durar fins a l'establiment del poder del califat dels raixidun (que es va estendre cap al Panjab a la meitat del segle VII); els kushanoheftalites van formar alguns estats a Bamiyan, Kapisa i la vall de Kabul a la meitat del segle VI mentre que al Panjab a l'est del Jhelum va establir la seva autoritat el gran regne de Thanesar especialment sota Harsa (Harshavardhana). En el regnat d'aquest, quan Hiuen Tsiang va visitar el territori, la comarca de Rawalpindi era una dependència de Caixmir, mentre que el Panjab central de l'Indus al Beas formava el regne que anomena de Tseh-kia amb capital prop de Sakala.
Segueix una època poc clara en què els hindushàhides van prendre el poder (segles IX i X). A l'inici del segle xi Mahmud de Gazni va passar per la zona després de derrotar Anand Pal i conquerir Ohind. Amb els gaznèvides haurien arribat els gakhars que no apareixen no obstant esmentats per escrit fins al temps de Baber. Mahmud hauria donat la comarca al cap gakhar Kai Gohar, i va sorgir la població de Fatehpur Baori, però com que estava al mig d'una ruta d'invasions no va poder prosperar i va restar poc habitada.
Després dels gazèvides i els gúrides es va establir el sultanat de Delhi que amb les seves successives dinasties va durar fins a la conquesta de Baber, el primer mogol. El 1493 el cap gakhar Jhanda Khan, va restaurar Fatehpur Baori i la va rebatejar Rawalpindi.
Els historiadors musulmans donen un relat detallat de la conquesta per Baber de la capital dels gakhars, Paralah, que fou defensada de manera valenta pel cap gakhar Hati Khan, que finalment es va escapar per una porta mentre els mongols entraven per l'altra però va morir enverinat (1525) pel seu cosí Sultan Sarang que es va sotmetre a Baber, que li va donar el territori de Potwar on es trobava Rawalpindi. En endavant els gakhars van restar fidels aliats dels mogols i els van ajudar en la lluita contra Sher Shah Suri i després els seus descendents. El 1553 Adam Khan, successor de Sultan Sarang, va entregar al rebel príncep mogol Kamran al seu germà Humayun, que el va fer cegar. Més tard Adam Khan fou deposat per Akbar i el territori concedit al seu nebot Kamal Khan. Durant l'Imperi Mogol la nissaga de Sarang va conservar el poder; el darrer cap important fou Mukarran Khan, els dominis del qual anaven del Chenab al Indus.
El 1765, ja en el final de l'Imperi Mogol, Sardar Gujar Singh Bhangi, un cap sikh va marxar des de Lahore contra Mukarrab Khan, i el va derrotar davant dels murs de Gujrat. Mukarrab Khan es va retirar creuant el riu Jhelum, però aviat fou traïdorament assassinat pels seus propis compatriotes gakhars; els assassins es van disputar les restes del poder però foren derrotats un a un per Sardar Gujar Singh que va dominar Rawalpindi.
Els sikhs van governar Rawalpindi amb l'habitual sistema de màxima imposició. Sardar Gujar Singh Bhangi va conservar el territori tota la seva vida i a la seva mort el va deixar al seu fill Sahib Singh, que va caure el 1810 sota el poder de Ranjit Singh de Lahore. Mentre, un altre noble (sardar) sikh, Milka Singh, va establir el seu quarter a la comarca de Rawalpindi, que llavors era un poble no gaire gran; tot i els atacs afganesos i la resistència dels gakhars, aviat va conquerir el territori a l'entorn de Rawalpindi. A la seva mort el 1804, els seus dominis foren donats per Ranjit Singh al seu fill Jiwan Singh, fins al 1814, quan Jiwan va morir i el territori fou annexionat a Lahore. les muntanyes Murree i Kahuta van conservar la independència sota caps gakhars però el 1830 foren sotmeses després d'una sagnant lluita i entregades a Ghulab Singh de Jammu, que va delmar a la població i va reduir el territori quasi a un desert.
El 1849 Rawalpindi va passar amb la resta del Panjab a domini britànic; el 1851 es va establir el cantonment prop de la ciutat de Rawalpindi; el 1853 la tranquil·litat es va alterar per un revolta d'un cap gakhar que pretenia posar al tron a un fill de Ranjit Singh, però fora d'això la situació va estar pacifica fins al 1857. Quan va esclatar el motí, els dhunds (o dhund abbasis) i altres tribus de les muntanyes Murree, instigat pels indis, es van revoltar; les autoritats van rebre informació sobre el pla d'atacar l'estació de Murree i van establir mesures per la seva defensa; les dones i nens foren evacuats i els europeus i la policia foren distribuïts en cordó a l'entorn de l'estació; i quan els rebels van arribar, en lloc de no trobar resistència com esperaven, van trobar les forces esperant i es van retirar en desordre i poc després es van desbandar. Ja no hi va haver altres fets dignes d'esment la resta del segle.
El 1904 els tahsils d'Attock, Fatahjang i Pindi Gheb foren segregats de Rawalpindi i van formar el nou districte d'Attock. La superfície del districte el 1904 era de 5.205 km². Les muntanyes principals eren les muntanyes Murree (Muree Hills) i les muntanyes Kahuta. Els rius destacats, a part el riu Jhelum (que forma el límit oriental), eren el Sohan i el Kanshi. La població era:
- 1881: 471.079
- 1891: 533.740
- 1901: 558.699

Hi havia dues ciutats (Rawalpindi i Murree, capital d'hivern i estiu) i 1.180 pobles. Administrativament el districte estava dividit en quatre tahsils:
Rawalpindi, Kahuta, Murree i Gujar Khan.
La població era musulmana en un 83% amb 57.000 hindús i 26.000 sikhs. Tribus i clans eren els rajputs, awans, jats, gujars, dhunds, sattis, maliars, gakhars, mughals, janjues, paixtus, sayyids, kureshis, khattris, arores, bramans, muhials, shaikhs, julahes, tarkhans, mochis, kumhars, lobars, telis, chuhres, musallis i nais. El 64% de la població vivia de l'agricultura.
El tahsil de Rawalpindi tenia una superfície de 1.979 km². La població del tehsil el 1901 era de 261.101 habitants (243.141 el 1891). La capital era Rāwalpindi; també hi havia el campament militar i 448 pobles. El riu principal era el Sohan que el creuava d'est o oest 
Després de la independència el 15 d'agost de 1947, a la ciutat de Rawalpindi fou assassinat el primer ministre pakistanès Liaquat Ali Khan el 1851; el 1979 hi fou penjat l'enderrocat primer ministre Zulfikar Ali Bhutto; anys més tard, el 27 de desembre de 2007 hi fou assassinada la seva filla Benazir Bhutto, ex primera ministra.

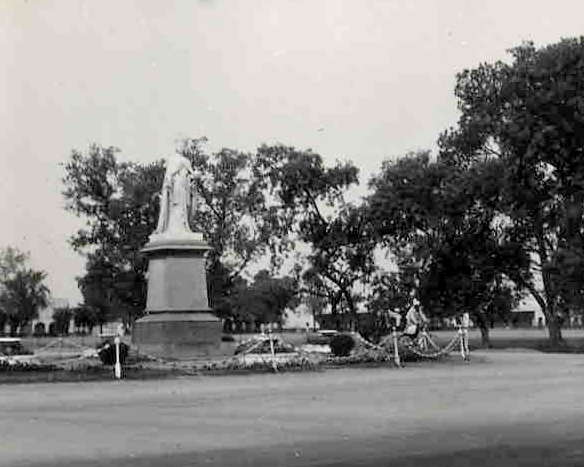
Queen Victoria's Statue sculputed in England was placed in the city during the rule of the British Empire, 1939